# Oxypetalum morilloanum
Oxypetalum morilloanum är en oleanderväxtart som beskrevs av J. Fontella Pereira. Oxypetalum morilloanum ingår i släktet Oxypetalum och familjen oleanderväxter. Inga underarter finns listade i Catalogue of Life.